# Памятник-бюст Максиму Горькому (Казань)
Памятник-бюст Максиму Горькому на улице Горького — самый первый памятник великому русскому писателю в Казани. Установлен в 1950 год в Лядском саду, в 1999 году перенесён на восточный конец улицы Горького. Авторы — ленинградский скульптор Михаил Аникушин и казанский архитектор А. А. Любимов. Данный памятник является объектом культурного наследия регионального значения (Постановление Совета Министров Татарской АССР от 30 октября 1959 года № 5911).

## Территориальное расположение
Памятник-бюст Максиму Горькому находится в Вахитовском районе Казани, на восточной оконечности улицы Горького, у здания Института фундаментальной медицины и биологии Казанского (Приволжского) федерального университета. 

## Описание

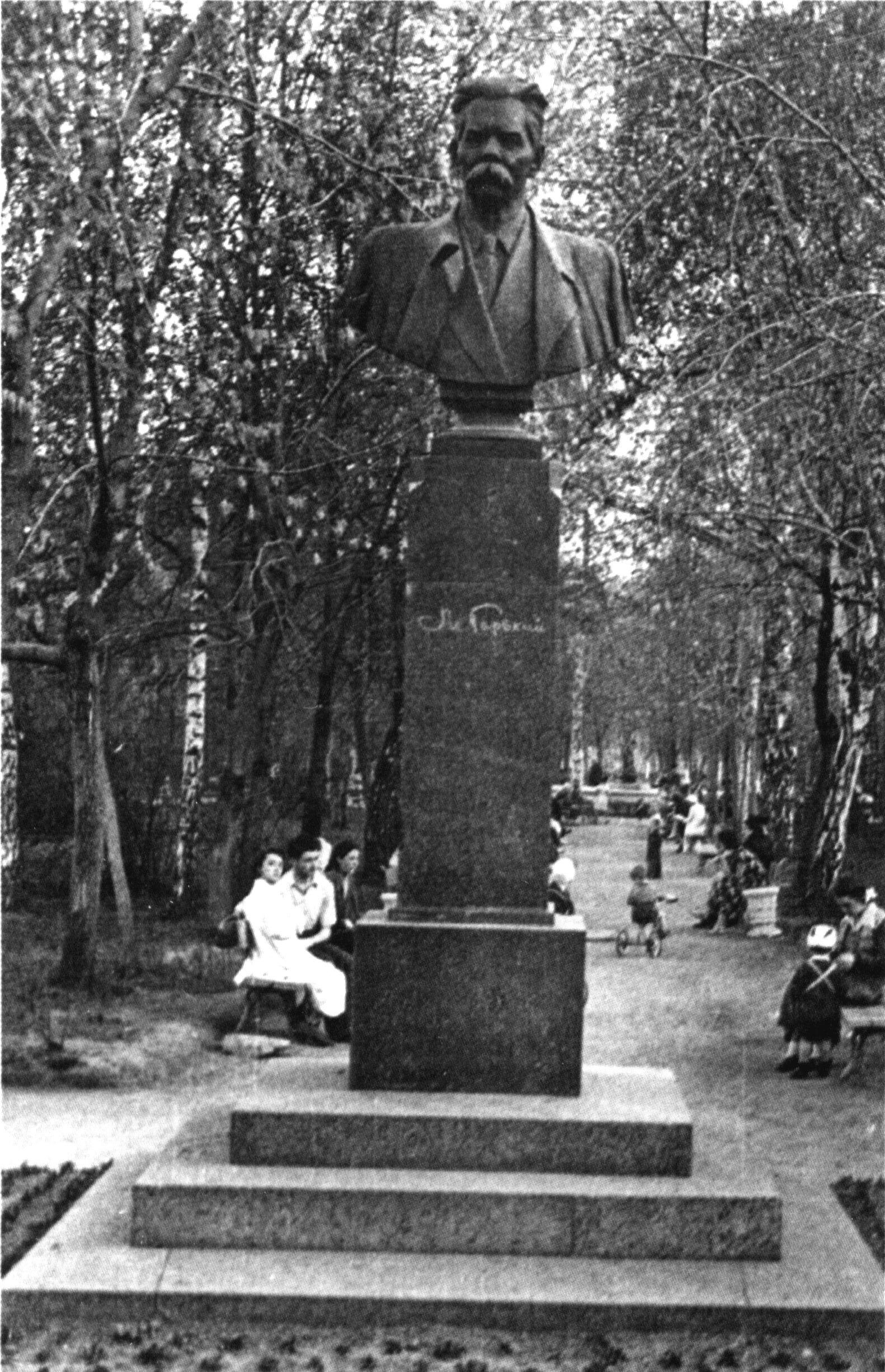
Памятник-бюст Максиму Горькому у входа в Лядской сад, 1951 год

Памятник представляет собой бронзовый бюст Максима Горького высотой 0,9 м, установленный на гранитный постамент высотой 2,2 м.

Бюст воплощает облик великого пролетарского писателя зрелого периода жизни. С большой убедительностью и реалистической полнотой воссозданы как портретное сходство, так и черты внутреннего, духовного мира А. М. Горького. Прямоугольный постамент на ступенчатом основании выполнен из чёрного полированного гранита. Его чёткие, ясные пропорции полностью соответствуют размерам и замыслу бюста. На лицевой части постамента вырублена факсимильная надпись: «М. Горький».— Новицкий А. И.

## История
Изначально памятник-бюст Максиму Горькому был установлен в 1950 году (в ряде публикаций фигурирует 1949 год) у северного входа в Лядской сад, со стороны улицы Горького, и был обращён к ней лицевой стороной. Здесь скульптура простояла 49 лет. 
В 1999 году бюст Максима Горького был перенесён на восточный конец улицы Горького, а на его прежнем месте в декабре 2003 года был установлен воссозданный памятник поэту Гавриилу Державину. 
В 2023 году в связи со 155-летием со дня рождения Максима Горького его бюст и постамент были отреставрированы.